# Gerasim Aleksejevič Šostakov
Gerasim Aleksejevič Šostakov (rusko Герасим Алексеевич Шостаков), ruski general, * 1756, † 1837.
Bil je eden izmed pomembnejših generalov, ki so se borili med Napoleonovo invazijo na Rusijo; posledično je bil njegov portret dodan v Vojaško galerijo Zimskega dvorca.

## Življenje
25. aprila 1775 je vstopil v Ahtirski huzarski polk kot navadni vojak. Sodeloval je v rusko-turški vojni (1787-91) in proti Poljakom (1792-94); v zadnji se je odlikoval in bil posledično povišan v stotnika. 
3. oktobra 1800 se je upokojil s činom podpolkovnika. Julija 1801 je bil aktiviran v istem polku in 28. julija 1803 je bil premeščen v Elizabetgradski huzarski polk; 12. decembra 1808 je bil povišan v polkovnika. 8. marca 1810 je bil imenovan za poveljnika polka. V začetku leta 1812 je polk, v sestavi 8. brigade 2. konjeniške divizije 2. pehotnega korpusa 1. zahodne armade. 
Za zasluge v bojih proti Francozom je bil 15. septembra 1813 povišan v generalmajorja. Septembra naslednjega leta je bil imenovan za poveljnika 2. brigade 2. huzarske divizije in od 6. maja 1814 je bil poveljnik starega polka. 20. marca 1818 se je upokojil.
Ponovno je bil aktiviran, a je bil dokončno upokojen 30. decembra 1833.